# Lijst van rijksmonumenten in Maastricht/Wycker Brugstraat
Een overzicht van de 14 rijksmonumenten in de stad Maastricht gelegen aan of bij de Wycker Brugstraat.
| Object | Oorspronkelijke functie? | Bouwjaar                                 | Architect       | Locatie              | Coördinaten?                  | Nr.?   | Afbeelding             |
| --- | ------------------------ | ---------------------------------------- | --------------- | -------------------- | ----------------------------- | ------ | ---------------------- |
| Patisserie Royale. | Werk-woonhuis            | 1928                                     | Alphons Boosten | Wycker Brugstraat 13 | 50° 50' 58" NB, 5° 42' 1" OL  | 506737 | Meer afbeeldingen      |
| Eclectisch café-woonhuis genaamd Café Victoria, gebouwd in opdracht van C. Marres.                                          | Horeca                   | 1888                                     | J.W. Blijenburg | Wycker Brugstraat 24 | 50° 50' 59" NB, 5° 41' 59" OL | 506701 | Meer afbeeldingen      |
| Woonhuis-winkel, gebouwd in een eclectische stijl met overwegend elementen van neobarok, in opdracht van J.H. Cox-Heckrath. | Werk-woonhuis            | 1904                                     | C. Joosten      | Wycker Brugstraat 25 | 50° 50' 58" NB, 5° 41' 59" OL | 506732 | Meer afbeeldingen      |
| Warenhuis Maussen | Winkel                   | 1932                                     | J. Joosten      | Wycker Brugstraat 26 | 50° 50' 58" NB, 5° 41' 57" OL | 506702 | Meer afbeeldingen      |
| Huis met lijstgevel, voorzien van hardstenen segmentboogomramingen. De winkelpui is voorzien van gietijzer.                 | Woonhuis                 | 19e eeuw                                 |                 | Wycker Brugstraat 46 | 50° 50' 58" NB, 5° 41' 54" OL | 27907  | Meer afbeeldingen      |
| Huis met lijstgevel. | Gebouw                   | 19e eeuw                                 |                 | Wycker Brugstraat 48 | 50° 50' 58" NB, 5° 41' 53" OL | 27908  | Meer afbeeldingen      |
| Huis met lijstgevel. | Gebouw                   | 19e eeuw                                 |                 | Wycker Brugstraat 50 | 50° 50' 58" NB, 5° 41' 53" OL | 27909  | Meer afbeeldingen      |
| Huis met lijstgevel. | Gebouw                   | 19e eeuw                                 |                 | Wycker Brugstraat 52 | 50° 50' 58" NB, 5° 41' 53" OL | 27910  | Meer afbeeldingen      |
| Huis met lijstgevel. | Gebouw                   | laatste kwart 18e eeuw                   |                 | Wycker Brugstraat 54 | 50° 50' 58" NB, 5° 41' 52" OL | 27911  | Meer afbeeldingen      |
| Huis met lijstgevel. | Gebouw                   | laatste kwart 18e eeuw                   |                 | Wycker Brugstraat 56 | 50° 50' 58" NB, 5° 41' 52" OL | 27912  | Meer afbeeldingen      |
| Huis met lijstgevel onder een dak met de nummers 61 en 63.                                                                  | Woonhuis                 | laatste helft 19e eeuw                   |                 | Wycker Brugstraat 59 | 50° 50' 58" NB, 5° 41' 52" OL | 27913  | Meer afbeeldingen      |
| Huisje met lijstgevel. | Gebouw                   | 1735                                     |                 | Wycker Brugstraat 60 | 50° 50' 58" NB, 5° 41' 52" OL | 27914  | Huisje met lijstgevel. |
| Huis met lijstgevel, onder een dak met de nummers 59 en 63. Gevelsteen met een olifant 17 IN DEN GULDEN OLIPHANT 80.        | Woonhuis                 | 1780                                     |                 | Wycker Brugstraat 61 | 50° 50' 58" NB, 5° 41' 52" OL | 27915  | Meer afbeeldingen      |
| Huis met lijstgevel onder een dak met de nummers 59 en 61.                                                                  | Woonhuis                 | laatste helft 19e eeuw (kap en dakkapel) |                 | Wycker Brugstraat 63 | 50° 50' 58" NB, 5° 41' 52" OL | 27916  | Meer afbeeldingen      |